# Aleppói csata

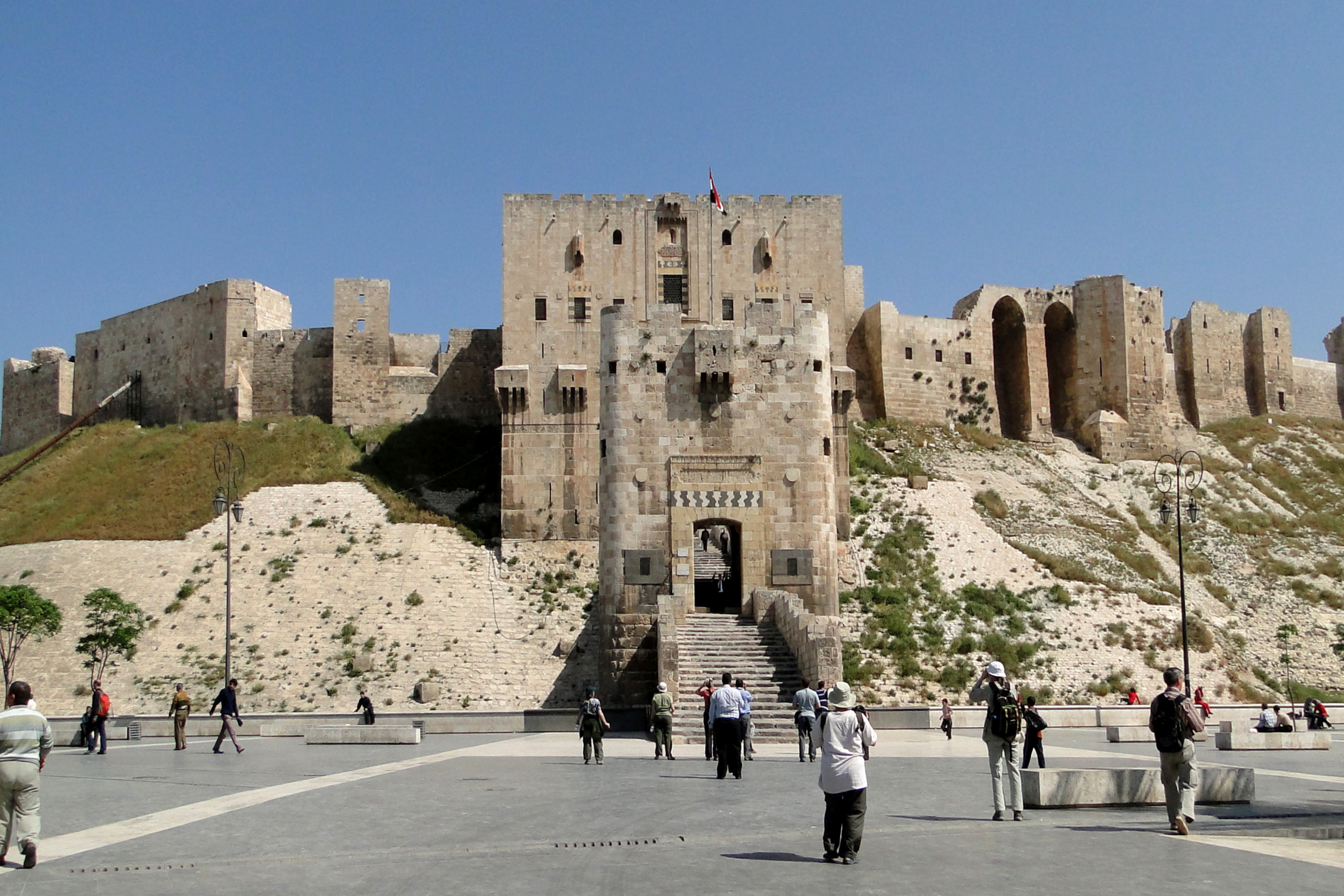
Aleppó fellegvára a háború előtt

Az aleppói csata vagy Aleppó ostroma 2012 júliusa és 2016 decembere között lezajlott fegyveres konfliktus volt a szír kormányerők és a lázadók (Szabad Szíriai Hadsereg, an-Nuszra Front) között a legnépesebb szír város, Aleppó birtoklásáért. Az évekig elhúzódó csata 31 000 halottat eredményezett (a szíriai polgárháború eddigi áldozatainak csaknem tizedét), melynek többségét a polgári áldozatok adták. Mindkét oldal több ízben háborús bűncselekményeket követett el: a kormányerők hordóbombákat vetettek be a lázadók által uralt területek ellen, míg a felkelők szintén megkülönböztetés nélkül támadták a kormány által ellenőrzött negyedeket a saját kezűleg gyártott pontatlan lövegjeikkel (hell cannons). A harcok súlyos károkat okoztak Aleppó számos lakónegyedeiben, emellett katasztrofális pusztítást végeztek az UNESCO világörökség részét képező aleppói óvárosban. Az aleppói fellegvár megrongálódott, az Omajjád nagymecset minaretje összeomlott.
2016-ban a szír hadsereg síita segédcsapatok és orosz légitámogatás segítségével elvágta a lázadók ellenőrizte területek utánpótlását, majd fokozatosan elfoglalta őket. 2016 decemberében a korábbi területeinek 5%-ra visszaszoruló lázadók szabad elvonulás fejében kapituláltak, így az ostrom a kormányerők győzelmével ért véget.

## Az ostrom lefolyása

### 2012: a kezdetek
Az Aszad-rendszer elleni tömegtüntetésekből kialakuló polgárháború 2012. július 19-én érte el Aleppót, amikor a többségében vidékről érkező lázadók a Salaheddine negyedben harcba bocsátkoztak a kormányerőkkel. Rövidesen a város keleti része a felkelők kezébe került, és sikerült összeköttetést kiépíteniük az utánpótlást biztosító török határral is. A városban többnyire rendőrséget és katonai objektumokat értek gerillatámadások.

### 2013–2015: váltakozó eredményességű harcok

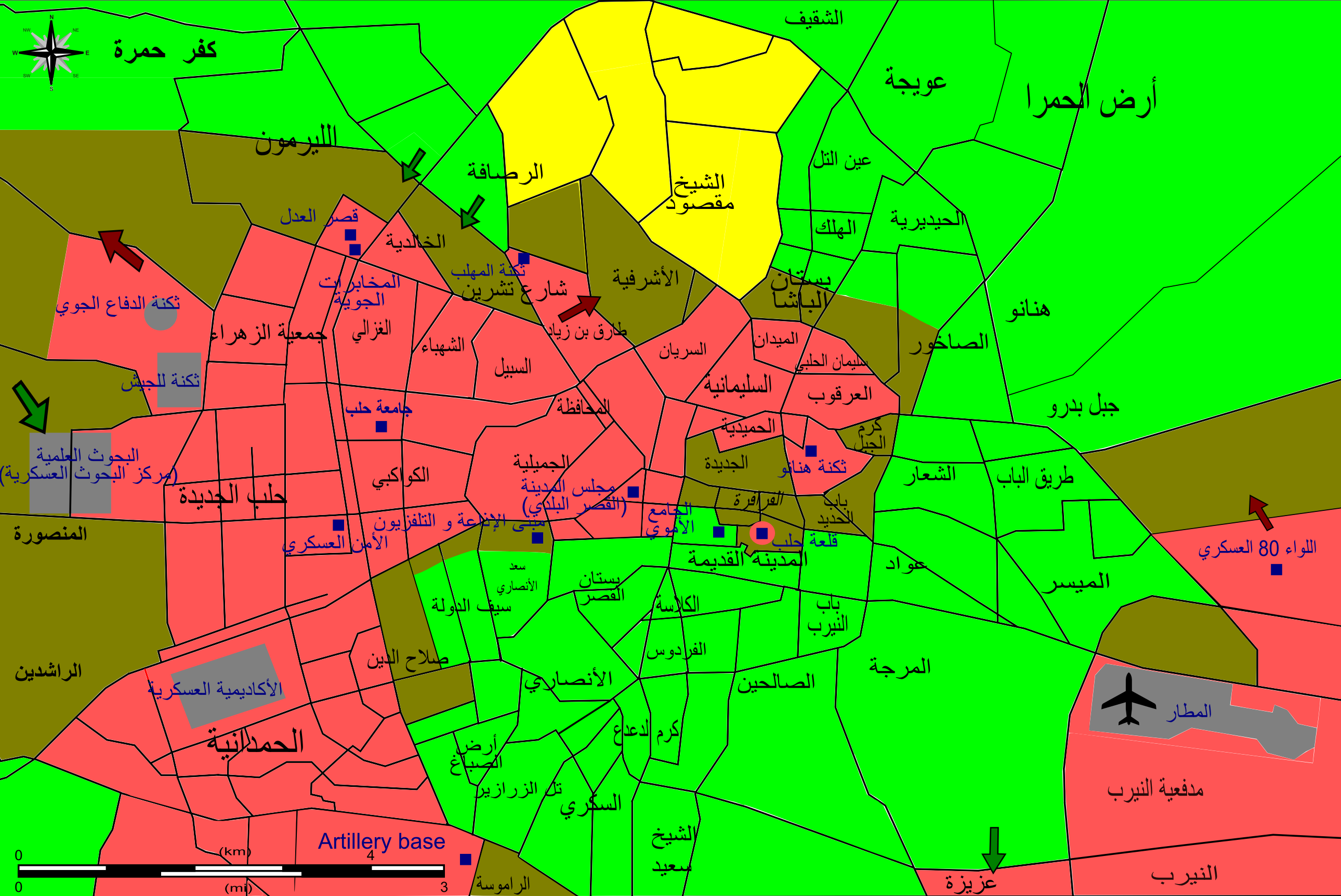
Aleppó 2013 decemberében

Az elkövetkező években váltakozó sikerrel folytatódott a küzdelem. A város lakosságának többsége a kormány uralta városrészekben maradt, amit a lázadóknak azonban sikerült bekeríteniük és ostrom alá venniük. A kormányerők csak 2013 októberében állították helyre a város utánpótlási vonalát egy offenzíva keretében. A város negyedeiben súlyos harcok folytak, 2013-ban az óváros is a harcok színterévé vált, ekkor pusztult el az Omajjád nagymecset minaretje is. 2013 decemberében a kormány megkezdte a lázadók uralta negyedek hordóbombázását. Mindeközben a helyi kurd negyedet (Sheikh Maqsoud) a szíriai kurdok autonómiájáért küzdő szervezet, a YPG vonta irányítása alá. A kurdok többnyire semlegesen viszonyultak a többi félhez, és így kimaradtak a harcok nagy részéből.
2014 májusában a kormányerőknek sikerült felmenteniük a 2012 óta ostrom alatt álló központi börtönt. A lázadók viszont felrobbantották a rezsim egyik irányítási központját a Carlton Hotelben. A súlyos polgári veszteségekre való tekintettel az ENSZ-megbízott Staffan de Mistura helyi fegyverszünetre akarta rábírni a feleket, azonban nem járt sikerrel.
A 2014-ben Moszult is elfoglaló Iszlám Állam is elérte Aleppó keleti határait, és elfoglalásával fenyegetett. A szervezet ellen 2014 szeptemberétől az USA légicsapásokkal lépett fel.

Dél-Aleppói offenzíva, 2015–2016

2015-ben mind a lázadók, mind a kormányerők több ízben is offenzívákat indítottak a másik fél utánpótlási útvonalainak felszámolására, illetve a város teljes elfoglalására. A lázadók által indított 2015. júliusi offenzíva nem ért el számottevő sikert. Ezzel szemben az iráni tábornok, Kászem Szolejmáni által irányított szír, iráni és orosz erők jelentős területeket foglaltak vissza a lázadóktól az októberben megindult dél-aleppói offenzíva keretében. 2016 februárjára a kormányerők elűzték az Iszlám Államot a város környékéről, és elvágták a lázadók legfontosabb utánpótlási vonalát.

### 2016: a lázadók bekerítése és a csata vége
A négyéves háború következtében kivérzett Aszad-erők a növekvő iráni és orosz támogatás következtében megerősödtek és legfontosabb célul Aleppó teljes elfoglalását tűzték ki. A többségében szunniták lakta, a rezsim törzsterületétől távol eső nagyváros visszafoglalása hatalmas jelentőséggel bírt. Bár 2016 februárjában egész Szíriára érvényes tűzszüneti megállapodást kötöttek, ez nem vonatkozott Aleppóra. Ugyan a lázadó frakciók májusi ellentámadása több elvesztett területet (Khan Tuman) is visszafoglalt, de a kormányerők orosz légicsapásokkal támogatva július végére bekerítették a lázadók negyedeit a Castello út elfoglalásával.
Később a felkelők délről ideiglenesen áttörték az ostromgyűrűt, a folyosót azonban nem tudták fenntartani. Aszad szabad elvonulást ajánlott fel a felkelőknek, azonban ezt visszautasították. Szeptemberben újabb tűzszünetre történt kísérlet, azonban az egy héten belül összeomlott. Az egyre kilátástalanabb helyzetbe kerülő lázadók fokozatosan visszaszorultak. Törökország 2016 augusztusában a szír kormány engedélye nélkül szárazföldi csapatokkal indított katonai intervenciót az Iszlám Állam és a szíriai kurdok ellen Aleppó közelében. A török csapatok azonban nem vállalták a közvetlen fegyveres konfrontációt az Aszad-rezsimmel, így nem kísérelték meg Aleppó felmentését.

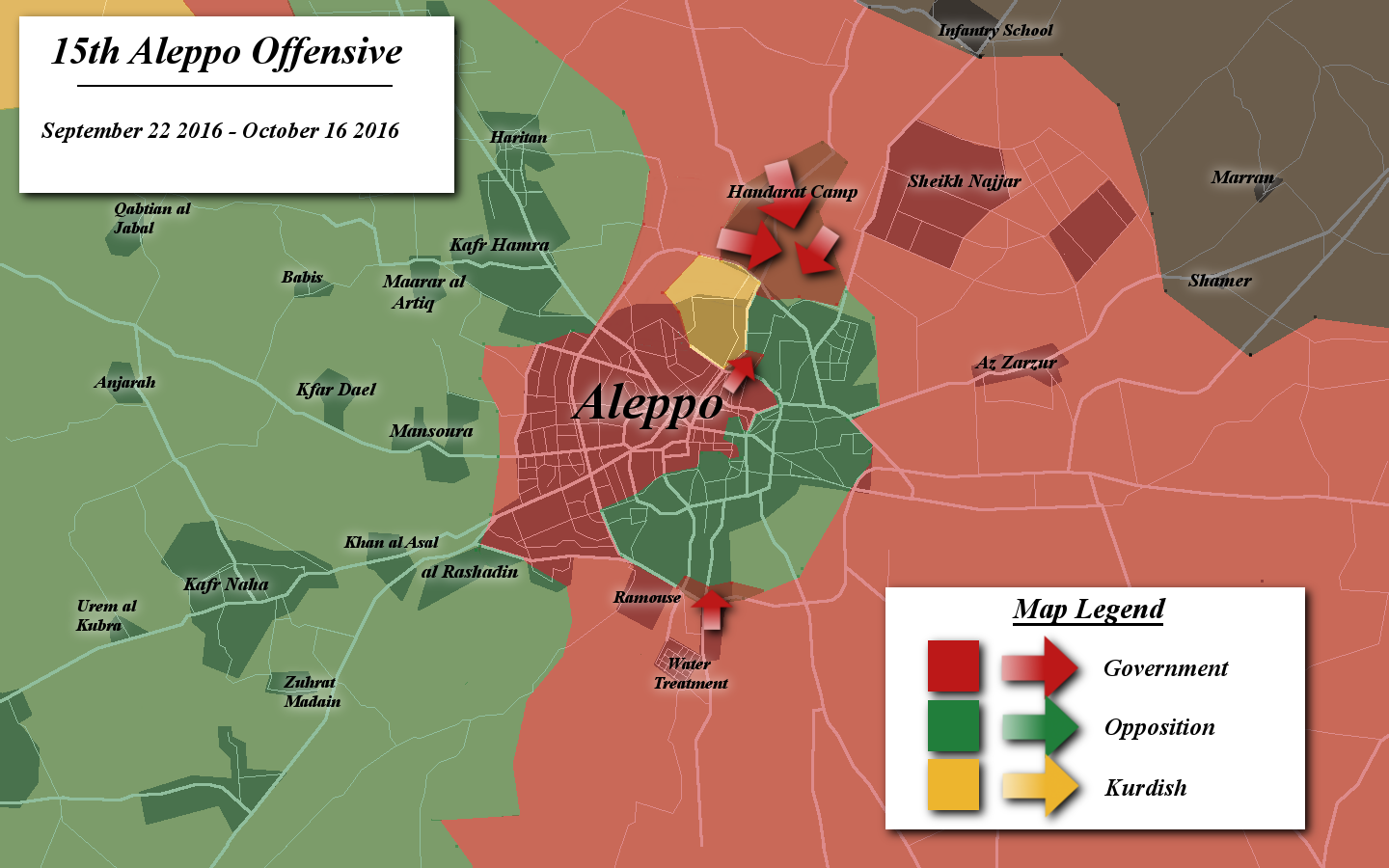
2016. szeptemberi offenzíva

2016. szeptember 22-én a kormányerők újabb támadást indítottak a lázadók állásai ellen: elfoglalták Handarat és Owaija negyedeteket. A bekerített Kelet-Aleppóban maradt 250-300 000 ember megpróbáltatásainak bemutatására a nemzetközi sajtó nagy figyelmet fordított, elítélve az Aszad-rezsimnek tulajdonított súlyos bűncselekményeket (kórházak szándékos és ismételt bombázása, segélykonvojok megsemmisítése) A beszámolókat részben helyi civilek személyes beszámolóival támasztották alá (pl. a hétéves Bana Alabed Twitter-fiókjával), melyeket többen elfogultsággal vádoltak meg és propagandának minősítettek. A nyugati és orosz média (pl. RT) között valódi információs háború indult meg az aleppói háborúról indított saját narratívájuk alátámasztására. Az Aszad-párti orosz média kettős mércével vádolta meg a nyugati médiát, mondván: nem foglalkoznak a lázadók által elkövetett bűncselekményekkel, és miközben az orosz légicsapásokat elítélik, támogatják Moszul hasonló módon folyó ostromát. A kritikák részben megalapozottak voltak, a lázadók ugyanis több forrás szerint is fegyverrel akadályozták meg a kelet-aleppói civilek számára Aszad által felajánlott evakuációt.
Aleppó a 2016-os amerikai elnökválasztás fontos külpolitikai kérdésévé is vált: az október 9-i elnökjelöltvitán a demokrata Hillary Clinton elítélte az Aszad-rezsimet, azonban nem támogatta az amerikai csapatok szárazföldön való bevetését Szíriában, helyette más megoldást javasolt. A republikánus Donald Trump ezzel szemben kritikusan viszonyult a lázadókhoz, akikről kijelentette, hogy „nem tudni, kik ők”. Azt is megállapította, hogy Aleppó lényegében már elesett. A november 8-án tartott elnökválasztást nagy meglepetésre Trump nyerte, ami végleg kizárta annak az esélyét, hogy az USA a lázadók oldalán lépjen fel.
2016. november 15-én megindult a kormányerők utolsó támadása a lázadók uralta negyedek ellen. A felkelők egymás után adták fel a megtámadott városrészeket. A civilek egy része a kormány uralta területekre távozott. December 13-ra a lázadók és a több tízezer civil egy 3,5 négyzetkilométernyi területre szorultak vissza, a győzelem bármiféle esélye nélkül. Törökország és Oroszország közvetlen tárgyalásokba bocsátkozott, melynek eredményeként sikerült megállapodni a lázadók és a velük tartó civilek szabad elvonulásában. Cserébe Szíria más részén ostromlott kormánypárti civilek is szabad elvonulást kaptak. Az evakuálás többször is megakadt, eközben a kormányerőket mészárlások elkövetésével gyanúsították meg. Végül mintegy 35-40 000 ember (köztük 4000 harcos és családtagjaik) távozott a lázadók kezén lévő területekre. Miután az utolsó konvoj is elhagyta Kelet-Aleppót, a szír hadsereg 2016. december 22-én újra visszaszerezte az egész város feletti ellenőrzését (leszámítva a semleges kurd negyedet).

## A csata jelentősége
Az Aszad-rendszer hatalmas, sokak szerint döntő győzelmet aratott Aleppó elfoglalásával. A lázadók szimbolikus vereséget szenvedtek, hiszen kiszorultak a legnépesebb szír városból. A szír kormány aleppói győzelmével már jóval reálisabbnak tűnt Aszad azon ígérete, mely a kormányerők egész Szíria feletti uralmának helyreállítására vonatkozott.